# Euodynerus exceptus
Euodynerus exceptus är en stekelart som beskrevs av Giordani Soika 1940. Euodynerus exceptus ingår i släktet kamgetingar, och familjen Eumenidae. Inga underarter finns listade i Catalogue of Life.